# Lyman (Utah)
Lyman és una població dels Estats Units a l'estat de Utah. Segons el cens del 2000 tenia 234 habitants.

## Demografia
Segons el cens del 2000, Lyman tenia 234 habitants, 74 habitatges, i 60 famílies. La densitat de població era de 47,8 habitants per km².
Dels 74 habitatges en un 43,2% hi vivien nens de menys de 18 anys, en un 74,3% hi vivien parelles casades, en un 4,1% dones solteres, i en un 18,9% no eren unitats familiars. En el 18,9% dels habitatges hi vivien persones soles el 10,8% de les quals corresponia a persones de 65 anys o més que vivien soles. El nombre mitjà de persones vivint en cada habitatge era de 3,16 i el nombre mitjà de persones que vivien en cada família era de 3,67.
Per edats la població es repartia de la següent manera: un 38,9% tenia menys de 18 anys, un 6,4% entre 18 i 24, un 22,6% entre 25 i 44, un 21,4% de 45 a 60 i un 10,7% 65 anys o més.
L'edat mediana era de 29 anys. Per cada 100 dones de 18 o més anys hi havia 110,3 homes.
La renda mediana per habitatge era de 36.607 $ i la renda mediana per família de 40.357 $. Els homes tenien una renda mediana de 26.071 $ mentre que les dones 20.938 $. La renda per capita de la població era de 12.493 $. Entorn del 22,2% de les famílies i el 22,1% de la població estaven per davall del llindar de pobresa.

## Poblacions més properes
El següent diagrama mostra les poblacions més properes.